# Catacomba della Nunziatella
La catacomba della Nunziatella (o Annunziatella) è una catacomba di Roma, lungo via di Grotta Perfetta, nei pressi dell'Ardeatina, nel moderno quartiere Ardeatino.
Il cimitero, che prende il nome dall'antica chiesa del sopraterra, non è menzionato in nessuna fonte letteraria antica, né liturgica né devozionale; e non vi è alcuna traccia di sepolture di martiri. Si tratta dunque di un cimitero di campagna, scavato a uso di una piccola comunità rurale insediata nella zona. Nel sopraterra vi era una vasta necropoli, risalente all'età repubblicana: fu analizzando i manufatti di questo cimitero subdiale che il De Rossi nel 1877 scoprì la catacomba.
Essa, a un solo livello, presenta una galleria principale, in asse con la scala d'ingresso, e due braccia laterali, che partono dall'ingresso e si dirigono in direzioni opposte. Il monumento principale scoperto si trova in fondo alla galleria principale, il cosiddetto cubicolo del Giudizio, interamente affrescato e risalente alla seconda metà del III secolo: deve il suo nome alla pittura della volta, che rappresenta il giudizio finale.